# 普兰基欧
普兰基欧（法語：Prinquiau，法語發音：[pʁɛ̃kjo] ⓘ）是法国大西洋卢瓦尔省的一个市镇，位于该省西部，属于圣纳泽尔区。

## 地理
普兰基欧（47°21'46"N, 2°0'40"W）面积22.82 平方千米，位于法国卢瓦尔河地区大区大西洋卢瓦尔省，该省份为法国西北部沿海省份，位于布列塔尼半岛东南部，北起伊勒-维莱讷省，西北接莫尔比昂省，西临大西洋，南至旺代省，东临曼恩-卢瓦尔省。
与普兰基欧接壤的市镇（或旧市镇、城区）包括：贝内、康邦、拉沙佩勒洛奈、栋日、蓬沙托。

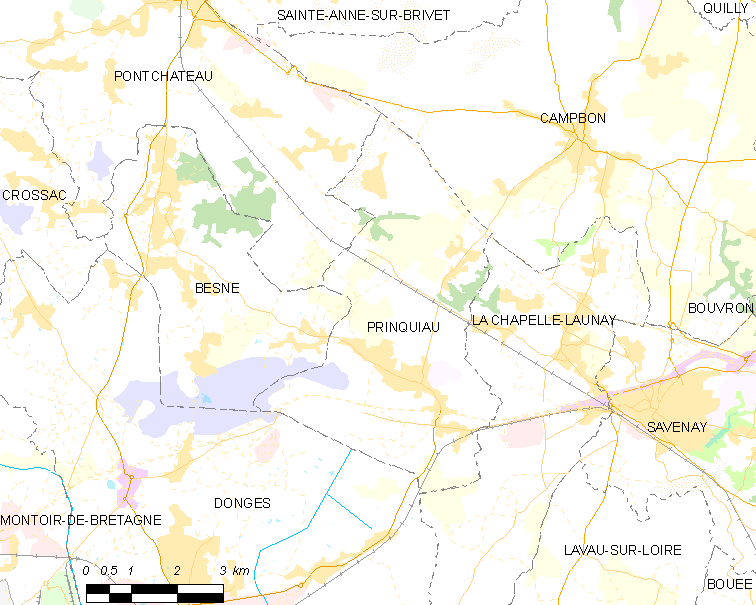
普兰基欧的OSM定位图

普兰基欧的时区为UTC+01:00、UTC+02:00（夏令时）。

## 行政
普兰基欧的邮政编码为44260，INSEE市镇编码为44137。

## 政治
普兰基欧所属的省级选区为布兰县。

## 人口

1962-2008年间普兰基欧人口变化图示

普兰基欧于2022年1月1日时的人口数量为3557人。